# 白人牙膏
白人牙膏（英語：Whitemen Toothpaste）為嘉聯實業所生產的牙膏產品。嘉聯實業總公司及工廠均設立於台灣嘉義縣水上鄉。

## 歷史
嘉聯實業成立於1988年，總公司及工廠均設立於嘉義市。隨後陸續生產各種口腔系列產品，如牙膏、牙刷、漱口水、洗沐系列。2010年，嘉聯實業總公司遷移至嘉義縣水上鄉，並設立白人牙膏觀光工廠，為台湾唯一開放式牙膏工廠。

## 爭議

### 產地標示不實
2020年4月，財政部關務署查獲超過300萬條，從中國大陸進口的已裝填白人牙膏，包裝上的產地為台灣嘉義。嘉聯實業的說法前後不一，被檢方認定為是虛偽標記，負責人因而被起訴，總經理在9月公開致歉。

## 品牌之爭
2010年2月4日，歷時11年好來化工控告嘉聯實業白人牙膏涉嫌對黑人牙膏商標侵權訴訟，中華民國最高行政法院認為消費者應該有能力自行分辨黑人牙膏與白人牙膏的包裝，而且白人牙膏商標已經註冊20年，故判決好來化工敗訴定讞。此外，好來化工在中國大陸搶先登記白人牙膏的商標以阻止其西進。

## 外部連結
- 白人牙膏官方網站 （页面存档备份，存于）